# Alconeura pseudoobliqua
Alconeura pseudoobliqua är en insektsart som först beskrevs av Baker 1903.  Alconeura pseudoobliqua ingår i släktet Alconeura och familjen dvärgstritar.
Artens utbredningsområde är Nicaragua. Inga underarter finns listade i Catalogue of Life.